# Яндекс.Работа
Яндекс.Работа — упразднённая веб-служба компании Яндекс, предназначавшаяся для поиска вакансий в регионах России, Украины, Белоруссии и Казахстана. Сервис работал не напрямую с рынком, а с крупнейшими рекрутинговыми сайтами России и СНГ. Пользователи имели возможность отсортировать вакансии по заданным параметрам (заработная плата, образование, график и т. д.)
На момент запуска имелось около полумиллиона вакансий.
Летом 2011 года появилась мобильная версия проекта.
18 ноября 2011 года появилась функция подписки на выбранные вакансии.